# World competitiveness yearbook
L'International Institute for Management Development (IMD) dal 1987 pubblica il World Competitiveness Yearbook, fino al 1995 in collaborazione con il World Economic Forum.
L'istituto misura la modalità con la quale l'ambiente nazionale sostiene la competitività nazionale e globale delle imprese che operano in ciascuno dei Paesi analizzati, ossia di ciascuna delle 58 nazioni più economicamente sviluppate del mondo. La concezione della competitività è, certamente, ampliata rispetto ad una mera valutazione della ricchezza prodotta in termini di Pil o ad una semplice stima della produttività relativa. La ricerca è basata sulla valutazione del benessere creato da un Paese rispetto ai suoi competitori sul mercato mondiale. L'analisi è incentrata sulla valutazione dell'ambiente all'interno del quale le imprese operano e che, in linea ipotetica, dovrebbe fornire loro le politiche, le istituzioni e le strutture più efficienti rispetto alle altre nazioni che si presentano come competitori.
La graduatoria complessiva è calcolata combinando quattro fattori di competitività: 
- la performance economica,
- l'efficienza del governo,
- l'efficienza del mercato e
- le infrastrutture.

Nel World Competitiveness Yearbook del 2006, l'analisi è stata completamente incentrata sul rapporto fra l'azione governativa e la performance economica del Paese. La stima della competitività elaborata dall'International Institute for Management Development si basa per due terzi su dati quantitativi e per un terzo su dati qualitativi. La competitività viene valutata sotto otto differenti prospettive, denominate fattori di importo della competitività, ulteriormente suddivisi in sub-fattori. Le dimensioni analizzate sono le seguenti: 
- economia interna (sette sub-fattori);
- internazionalizzazione (otto sub-fattori);
- governo (sei sub-fattori);
- finanza (quattro sub-fattori);
- infrastrutture (cinque sub-fattori);
- management (cinque sub-fattori);
- scienza e tecnologia (cinque sub-fattori);
- popolazione (sette sub-fattori).